# De la poudre aux cheveux
De la poudre aux cheveux (Hairography dans la version américaine) est le onzième épisode de la première saison de Glee. Il est diffusé sur la chaîne Fox pour la première fois le 25 novembre 2009. Le scénario a été écrit par Ian Brennan et réalisé par Bill D'Elia. L'épisode présente la chorale rivale des New Directions, la chorale féminine de Jane Addams, constituées de filles récemment libérées de détention pour mineurs et la chorale de Haverbrook Deaf. L'entraîneuse des pom-pom girls, Sue Sylvester (Jane Lynch), donne la liste des chansons interprétées par les New Directions lors des compétitions régionales aux concurrents. Quinn (Dianna Agron) réfléchit pour faire adopter son bébé, et Rachel (Lea Michele) essaie vainement d'attirer Finn (Cory Monteith) vers elle.
La rappeuse Eve jour Grace Hitchens, la directrice de la chorale féminine de Jane Addams et des acteurs de la série Tu crois que tu sais danser, Katee Shean, Kherington Payne et Comfort Fedoke font leur apparition dans l'épisode. Il reprend huit chansons, un mash-up de Hair et Crazy in Love. Toutes les chansons sauf une sortent en singles sous forme de téléchargement légal.
De la Poudre aux Cheveux a été visionné par 6,1 millions d'américains et reçoit des avis mitigés par les critiques. The Wall Street Journal considère le mash-up comme l'un des pires de la saison, Zap2it reconnaît qu'il est « hideux ». The New York Times dit que le moment était inapproprié pour les New Directions d'interrompre l'interprétation d'Imagine par la chorale mais Houston Chronicle pense que les critiques devrait « réaliser que cette série est martyrisée par tout le monde, mais qu'il y a toujours des clins d'œil et beaucoup beaucoup d'amour derrière tout ça ».